# Бакай Микола Петрович
Микола Петрович Бакай (2 березня 1931, Виноград, тепер Коломийського району Івано-Франківської області — 28 липня 1998, Чернівці) — український поет-пісняр, публіцист, казкар.

## Життєпис
Народився 2 березня 1931 року в селі Виноград, тепер Коломийського району Івано-Франківської області.
1947 року родину Бакаїв вивезено до Сибіру. Завдяки гарному голосу майбутнього поета прийняли до Омського музичного училища, після закінчення якого запросили до Омського театру оперети.
1960 року повернувся до України, але у прописці у рідному селі відмовили і він оселився на Буковині, де до кінця життя проживав у Чернівцях. Працював у заслуженому Буковинському ансамблі пісні і танцю співаком та ведучим. Заочно закінчив Київський інститут театрального мистецтва ім. І. Карпенка-Карого.
Помер 28 липня 1998 у Чернівцях, похований у рідному селі на Коломийщині.

## Творчість
З-під пера поета-пісняра вийшло понад 100 мелодійних віршів, які аранжували Анатолій Кос-Анатольський, Олександр Білаш, Володимир Верменич, Андрій Кушніренко, Яків Цегляр, а також Павло Дворський.
Книги
- Жива вода (Снятин: Над Прутом, 1994).
- Смерекова хата (Снятин: Над Прутом, 1995).
- Підхоплені полум'ям (Снятин: ПрутПринт, 1997).
- Лицар української естради: Художньо-документальна повість (Снятин: ПрутПринт, 1998).
- Славкові казки: Для дітей шкільного віку (Снятин: ПрутПринт, 2001).

Пісні
- Будуймо храм.
- Смерекова хата.

## Відзнаки
- «Алея зірок» у Чернівцях.
- Меморіальна дошка по вулиці Ф. Полєтаєва, 15 у Чернівцях.